# Еслев
Еслев (швед. Eslöv) град је у Шведској, у јужном делу државе. Град је у оквиру Сканског округа, где је једно од значајнијих средишта. Еслев је истовремено и седиште истоимене општине.

## Природни услови
Град Еслев се налази у јужном делу Шведске и Скандинавског полуострва. Од главног града државе, Стокхолма, град је удаљен 510 км југозападно. Од првог већег града, Малмеа, град се налази 35 км североисточно.
Еслев се развио у најјужнијој покрајини Шведске, Сканији, која је по својим природним одликама више подсећа на средњоевропска подручја, плодна је и густо насељена. Градско подручје је равничарско, а надморска висина се креће око 65 м. Близу града се налази језеро Рингшен.

## Историја
Подручје Еслева било је насељено још у време праисторије, али је данашње насеље није имало већи значај до средине 19. века. Оно је се почело развијати са проласком железнице између Стокхолма и Малмеа на датом месту. Убрзо се на датом месту образовало трговиште, које је 1911. године добило градска права.

## Становништво
Еслев је данас град средње величине за шведске услове. Град има око 18.000 становника (податак из 2010. г.), а градско подручје, тј. истоимена општина има око 32.000 становника (податак из 2012. г.). Последњих деценија број становника у граду брзо расте.
До средине 20. века Еслев су насељавали искључиво етнички Швеђани. Међутим, са јачањем усељавања у Шведску, становништво града је постало шароликије.

## Привреда
Данас је Еслев савремени град са посебно развијеном индустријом. Последње две деценије посебно се развијају трговина, услуге и туризам.

## Збирка слика
- Дом културе Еслева
- Главна градска црква
- Градско читалиште
- Лагерхус, највиша зграда од дрвета у држави